# 清水永三郎

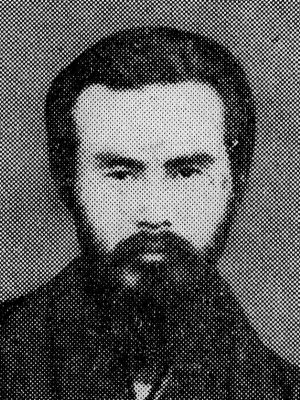
清水永三郎

清水 永三郎（しみず えいざぶろう / えいさぶろう、（安政5年2月16日〈1858年3月30日〉 - 1902年〈明治35年〉1月22日 / 11月22日 / 11月23日）は、明治期の政治家。衆議院議員、群馬県会議員、群馬県北甘楽郡高瀬村長。

## 経歴
上野国甘楽郡上高瀬村（群馬県甘楽郡上高瀬村、高瀬村、熊谷県甘楽郡高瀬村、群馬県甘楽郡高瀬村、北甘楽郡高瀬村、甘楽郡高瀬村を経て現富岡市上高瀬）で、豪農・嘉蔵の長男として生れた。小幡藩士・菅沼正志から漢籍を学び、19学区鏑川学校、熊谷県立暢発学校（のち群馬県師範学校）で学び、小学校教員を務めた。その後、山井幹六に師事し漢籍、詩文を修めた。
1878年（明治11年）有志と生産会社を設立して頭取に就任したが1880年（明治13年）に辞任し、自由民権運動に加わる。群馬事件・秩父事件に思想的影響を与えた。
高瀬村外二ケ村御用掛、北甘楽郡教育会員、高瀬村会議員、連合町村会議員、群馬県蚕糸業組合議員などを務めた。1883年（明治16年）群馬県会議員に選出され3期在任した。1891年（明治24年）から1895年（明治28年）まで高瀬村長を務める。
1894年（明治27年）3月、第3回衆議院議員総選挙（群馬県第5区、無所属）で当選し、公同倶楽部に所属して衆議院議員に1期在任。同年9月の第4回総選挙（群馬県第5区、立憲革新党）では次点で落選した。
菩提寺は光厳寺（富岡市下高瀬）。